# Scrittura automatica

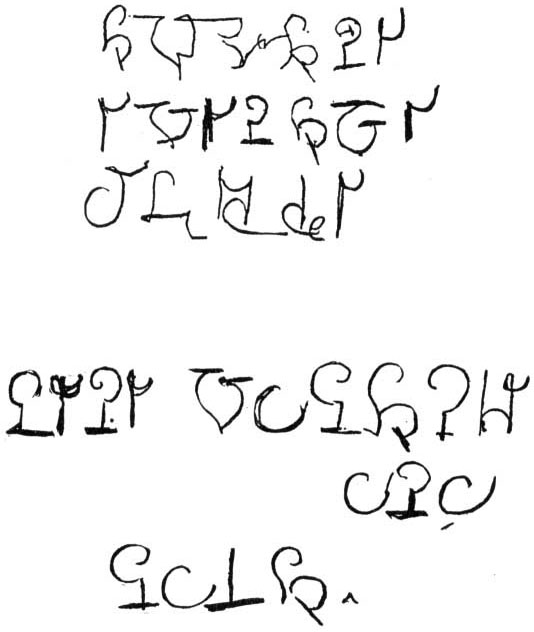
L'idioma «marziano» scritto da Hélène Smith, sensitiva francese che affermava di essere l'incarnazione di un'entità extraterrestre.

La scrittura automatica o psicografia consiste nella registrazione grafica delle reazioni somatiche corrispondenti a determinati fenomeni psichici e cioè, detta in altre parole, consiste nel mettersi davanti a un foglio di carta con una penna e lasciare che la mano, autonomamente, scriva parole e frasi. In psicologia, in psicoanalisi e in neurologia viene usata per studiare caratteristiche psichiche di un individuo attraverso l'analisi di disegni, scritte e simili. Per la parapsicologia, invece, quanto prodotto durante la scrittura sarebbe indotto da entità immateriali che in tal modo comunicherebbero con il medium. A parte i casi di frode, la scrittura automatica può avvenire anche in buona fede generata, secondo studi psicologi, da automatismi e comportamenti guidati da associazioni inconsce (effetto ideomotorio).

## In letteratura
La scrittura automatica è stata usata come metodologia artistico-letteraria da alcune correnti letterarie, in particolare dal surrealismo che, facendo riferimento proprio alla psicoanalisi, voleva ridurre ogni frapposizione censoria di tipo razionalistico tra l'artista e la creatività scaturente dall'inconscio. Lo stesso movimento surrealista, nel manifesto del poeta e critico francese André Breton, viene definito come: "Automatismo psichico puro col quale ci si propone di esprimere, sia verbalmente, sia per iscritto, sia in qualsiasi altro modo, il funzionamento reale del pensiero. Dettato del pensiero, in assenza di qualsiasi controllo esercitato dalla ragione, al di fuori di ogni preoccupazione estetica o morale". Questa definizione potrebbe adattarsi quasi perfettamente alla stessa scrittura automatica. Ciò che viene prodotto durante la scrittura automatica, quindi, non ci fornisce informazioni provenienti dall'aldilà , ma semplicemente messaggi del nostro inconscio.

## In parapsicologia
Secondo la parapsicologia, questo fenomeno permetterebbe di entrare in contatto non solo con i propri cari già trapassati ma anche con personaggi noti della storia e persino con sconosciuti non solo al soggetto ma a tutti. Non esistono però prove scientifiche che la scrittura automatica trasmetta altre informazioni oltre a quelle contenute nella mente dell'individuo che sta scrivendo. Tuttavia non è nemmeno mai stato dimostrato come potessero sapere con precisione cose di sconosciuti appena incontrati come per esempio nel caso Chico Xavier  o altri medium. 
Il termine "scrittura automatica" fu usato per la prima volta nel 1861 da Allan Kardec, considerato il padre dello spiritismo francese, che lo riteneva il mezzo più semplice e più completo per poter stabilire relazioni con gli spiriti. Nello spiritismo si usano anche le espressioni "scrittura medianica" o "scrittura spiritica". Nel 1934 Gino Trespoli definì il fenomeno come "psicografia", comprendendo anche la presunta capacità di un sensitivo di influenzare la materia fotosensibile di una lastra fotografica, imprimendovi un'immagine di una scena pensata.
Oltre che nello spiritismo, la scrittura automatica è praticata anche nella New Age: secondo i suoi sostenitori, attraverso questo tipo di scrittura si può diventare "canali" (in inglese "channeler") e comunicare con le divinità, gli spiriti della natura, i defunti, entità multipersonali, extraterrestri, e l'inconscio collettivo.

## In psicoanalisi
Nella psicoterapia la tecnica della scrittura automatica è stata impiegata per fare esprimere aspetti altrimenti nascosti della personalità dei pazienti.
Con Sigmund Freud la scrittura automatica viene considerata l'espressione del subconscio, che poteva far emergere conflitti psicologici non risolti o traumi infantili.
La scrittura automatica è usata da alcuni psicanalisti come uno strumento per accedere facilmente alle memorie represse, ma l'attendibilità di questa tecnica terapeutica è molto discussa..